# Unione Polisportiva Comunale Graphistudio Tavagnacco 2008-2009
Questa voce raccoglie le informazioni riguardanti l'Unione Polisportiva Comunale Graphistudio Tavagnacco nelle competizioni ufficiali della stagione 2008-2009.

## Stagione
Nell'estate 2008 la dirigenza della società friulana conferma il tecnico Edoardo Bearzi alla guida tecnica della squadra.
Durante la sessione estiva di calciomercato giungono i difensori Michela Rodella e Giuditta Schiavo, rispettivamente da Venezia 1984 e Graphistudio Pordenone, e a centrocampo la slovena Anja Milenkovič, dal Krka, alla sua prima stagione nel campionato italiano femminile di calcio, Silvia Sedonati, dal Graphistudio Pordenone, e Tatiana Zorri dal Torino. A queste si aggiungono alla rosa della prima squadra diverse giovani cresciute nel vivaio della società e provenienti dalla formazione iscritta al campionato Primavera.
La stagione si inaugura il 7 settembre, con il primo incontro del girone F di Coppa Italia 2008-2009, girone composto da squadre friulane, Chiasiellis (Serie A), e venete, Gordige e Fortitudo Mozzecane, entrambe neopromosse in Serie A2, e Venezia 1984, neopromossa in Serie A. Il Tavagnacco non riesce a superare la prima fase di qualificazione, classificandosi alle spalle del Chiasiellis, unica squadra capace di sconfiggerla (2-0) nella prima parte del torneo.
Il campionato di Serie A viene giocato sempre ad alti livelli, consentendo al termine di raggiungere 47 punti e il terzo posto in classifica, migliore risultato sportivo della società fino a quel momento, grazie a 15 vittorie, 2 pareggi e 5 sconfitte, a 9 punti dalla Torres e dall'ultimo posto utile per accedere alla UEFA Women's Champions League 2009-2010 e sopravanzando di uno il Torino, così come l'aveva superato nel campionato precedente. Altro risultato di prestigio è il terzo posto nella classifica marcatrici ottenuto da Paola Brumana, con 16 reti siglate tra cui 2 tiri di rigore, e dietro alla coppia di attacco del Bardolino Verona Patrizia Panico (27) e Melania Gabbiadini (17).

## Divise e sponsor
La tenuta di gioco riproponeva lo schema già utilizzato nella precedente stagione, con completo azzurro tranne che nella maglia con una fascia trasversale gialla. Lo sponsor principale era Graphistudio, condiviso anche con il Pordenone, affiancato da arteni, mentre il fornitore dell'abbigliamento tecnico era Virma.
|  | 1ª divisa |

## Organigramma societario
Dati estratti dal sito Football.it
Area amministrativa
- Presidente: Vincenzo Picheo
- Direttore generale: Gianluca Baggio
- Direttore sportivo: Glauco Di Benedetto
- Segretario generale: Paolo Foschiani

Area tecnica
- Allenatore: Edoardo Bearzi
- Allenatore portieri: Gianni Panfili
- Preparatore atletico: Michele Menin
- Massaggiatore: Antonio Celotti
- Team Manager: Laura Minisini
- Responsabile Tecnico: Franco Franceschetti

## Rosa
Rosa e ruoli tratti dal sito Football.it.
| N. |                   | Ruolo | Calciatrice        |
| -- | ----------------- | ----- | ------------------ |
|    | Italia (bandiera) | P     | Alice Bonassi      |
|    | Italia (bandiera) | P     | Eleonora Buiatti   |
|    | Italia (bandiera) | P     | Cristina Marcutti  |
|    | Italia (bandiera) | D     | Nenè Nhaga Bissoli |
|    | Italia (bandiera) | D     | Stefania Donà      |
|    | Italia (bandiera) | D     | Sara Gama          |
|    | Italia (bandiera) | D     | Michela Martinelli |
|    | Italia (bandiera) | D     | Michela Rodella    |
|    | Italia (bandiera) | D     | Giuditta Schiavo   |
|    | Italia (bandiera) | C     | Elisa Camporese    |
|    | Italia (bandiera) | C     | Sara Di Filippo    |

| N. |                     | Ruolo | Calciatrice        |
| -- | ------------------- | ----- | ------------------ |
|    | Slovenia (bandiera) | C     | Anja Milenkovič    |
|    | Italia (bandiera)   | C     | Francesca Pividori |
|    | Italia (bandiera)   | C     | Silvia Sedonati    |
|    | Italia (bandiera)   | C     | Elena Stabile      |
|    | Italia (bandiera)   | C     | Laura Tommasella   |
|    | Italia (bandiera)   | C     | Luisa Usenich      |
|    | Italia (bandiera)   | C     | Tatiana Zorri      |
|    | Italia (bandiera)   | A     | Paola Brumana      |
|    | Italia (bandiera)   | A     | Ilaria Mauro       |
|    | Italia (bandiera)   | A     | Carlotta Moretto   |
|    | Italia (bandiera)   | A     | Maria Zuliani      |

## Calciomercato

### Sessione estiva
| Acquisti | Acquisti         | Acquisti     | Acquisti   |
| R.       | Nome             | da           | Modalità   |
| -------- | ---------------- | ------------ | ---------- |
| D        | Michela Rodella  | Venezia 1984 | definitivo |
| D        | Giuditta Schiavo | Pordenone    | definitivo |
| C        | Anja Milenkovič  | Krka         | definitivo |
| C        | Silvia Sedonati  | Pordenone    | definitivo |
| C        | Tatiana Zorri    | Torino       | definitivo |

| Cessioni | Cessioni         | Cessioni     | Cessioni   |
| R.       | Nome             | a            | Modalità   |
| -------- | ---------------- | ------------ | ---------- |
| D        | Laura Minisini   | ???          |            |
| D        | Jasmine Tabacchi | ???          |            |
| D        | Daniela Turra    | Venezia 1984 | definitivo |
| C        | Debora Bucovaz   | Chiasiellis  | definitivo |
| C        | Diasnia Simeoni  | Trasaghis    | definitivo |
| A        | Romina Battistin | Trasaghis    | definitivo |

## Risultati

### Serie A

#### Girone di andata
| Arbitro: | Andrea Bianchi (Como) |

|               |           |                                 |
| Bonometti 53’ | Marcatori | 34’, 89’ Sedonati 91’ Camporese |

| Arbitro: | Riccardo Neri (Terni) |

|                                                          |           |            |
| Camporese 33’ Sedonati 62’ Maglio 75’ (aut.) Brumana 85’ | Marcatori | 10’ Maglio |

| Arbitro: | Andrea Milan (Padova) |

|  |           |                                       |
|  | Marcatori | 1’ Sedonati 69’ Brumana 88’ Camporese |

| Arbitro: | Enrico Fuin (Vicenza) |

|              |           |                                    |
| Camporese 4’ | Marcatori | 46’ Manieri 65’ Pintus 74’ Fuselli |

| Arbitro: | Michele Lombardi (Brescia) |

|                                                                  |           |                |
| Gabbiadini 31’ Paliotti 32’, 85’ Boni 34’ Tuttino 76’ Parisi 88’ | Marcatori | 87’ Milenkovič |

| Tavagnacco 1º novembre 2008 6ª giornata | Graphistudio Tavagnacco | 0 – 0 referto | Riozzese | Stadio comunale\| Arbitro: \| Daniele Chiffi (Padova) \| |
| Arbitro:                                | Daniele Chiffi (Padova) |               |          |                                                          |

| Arbitro: | Davide Ghersini (Genova) |

|                                                 |           |                                              |
| Sodini 27’ Bonansea 30’ Moretti 73’ Giorgis 92’ | Marcatori | 7’ Camporese 11’, 14’, 44’, 46’, 93’ Brumana |

| Arbitro: | Alberto Salmistraro (Padova) |

|                |           |  |
| Mauro 45’, 60’ | Marcatori |  |

| Arbitro: | Giovanni Baccini (Conegliano) |

|               |           |           |
| Camporese 44’ | Marcatori | 58’ Serra |

| Arbitro: | Claudio Castello (Chivasso) |

|  |           |                                   |
|  | Marcatori | 18’ Mauro 37’ Camporese 73’ Zorri |

| Arbitro: | Andrea Milan (Padova) |

|                                               |           |                              |
| Camporese 10’, 58’, 86’ (rig.) Milenkovič 60’ | Marcatori | 19’, 48’ Sabatino 13’ Brutti |

#### Girone di ritorno
| Arbitro: | Matteo Ravanello (Castelfranco Veneto) |

|             |           |  |
| Brumana 21’ | Marcatori |  |

| Arbitro: | Andrea Spinello (Adria) |

|  |           |                                                                    |
|  | Marcatori | 25’ Milenkovič 31’ Zorri 43’, 46’ Camporese 61’ Mauro 89’ Sedonati |

| Arbitro: | Giovanni Baccini (Conegliano) |

|                                                                |           |  |
| Mauro 4’, 63’ Lippolis 21’ (aut.) Zorri 45’ Brumana 47’ (rig.) | Marcatori |  |

| Arbitro: | Marco Fadda (Cagliari) |

|                              |           |  |
| Manieri 20’ Domenichetti 38’ | Marcatori |  |

| Arbitro: | Matteo Scattolin (Padova) |

|                |           |                                      |
| Milenkovič 45’ | Marcatori | 10’ Parisi 37’ Panico 82’ Gabbiadini |

| Arbitro: | Franco Zitti (Asti) |

|  |           |                           |
|  | Marcatori | 70’ Brumana 72’ Camporese |

| Arbitro: | Giovanni Baccini (Conegliano) |

|                                               |           |                                    |
| Mauro 33’, 61’ Brumana 42’, 53’ Camporese 48’ | Marcatori | 69’ (rig.), 80’ Sodini 85’ Moretti |

| Arbitro: | Marco Rondina (Vercelli) |

|            |           |                           |
| Zanuso 19’ | Marcatori | 8’ Milenkovič 51’ Brumana |

| Arbitro: | Danilo Di Tano (Bari) |

|  |           |                              |
|  | Marcatori | 40’ Camporese 80’, 86’ Mauro |

| Arbitro: | Alberto Salmistraro (Padova) |

|                                                  |           |  |
| Mauro 50’ Brumana 58’ Camporese 63’ Sedonati 89’ | Marcatori |  |

| Arbitro: | Luca Squintani (Cremona) |

|                   |           |           |
| Sabatino 13’, 62’ | Marcatori | 40’ Mauro |

### Coppa Italia

#### Primo turno
Girone F
| Mozzecane 7 settembre 2008, ore 15:00 CEST | Fortitudo Mozzecane | 2 – 6 | Graphistudio Tavagnacco |  |

| Tavagnacco 14 settembre 2008, ore 15:00 CEST | Graphistudio Tavagnacco | 8 – 1 | Gordige | Stadio comunale |

| Arbitro: | Piero Ceccato (Bassano del Grappa) |

|                    |           |                                   |
| Cavallini 24’, 32’ | Marcatori | 18’, 41’ Zorri 48’ (rig.) Brumana |

| Arbitro: | Lorenzo Gallas (Udine) |

|  |           |                       |
|  | Marcatori | 56’ Miani 76’ Bucovaz |

## Statistiche

### Statistiche di squadra
| Competizione | Punti | In casa | In casa | In casa | In casa | In casa | In casa | In trasferta | In trasferta | In trasferta | In trasferta | In trasferta | In trasferta | Totale | Totale | Totale | Totale | Totale | Totale | DR  |
| Competizione | Punti | G       | V       | N       | P       | Gf      | Gs      | G            | V            | N            | P            | Gf           | Gs           | G      | V      | N      | P      | Gf     | Gs     | DR  |
| ------------ | ----- | ------- | ------- | ------- | ------- | ------- | ------- | ------------ | ------------ | ------------ | ------------ | ------------ | ------------ | ------ | ------ | ------ | ------ | ------ | ------ | --- |
| Serie A      | 47    | 11      | 7       | 2       | 2       | 28      | 14      | 11           | 8            | 0            | 3            | 30           | 16           | 22     | 15     | 2      | 5      | 58     | 30     | +28 |
| Coppa Italia | -     | 2       | 1       | 0       | 1       | 8       | 3       | 2            | 2            | 0            | 0            | 10           | 4            | 4      | 3      | 0      | 1      | 18     | 7      | +11 |
| Totale       | -     | 13      | 8       | 2       | 3       | 36      | 17      | 13           | 10           | 0            | 3            | 40           | 20           | 26     | 18     | 2      | 6      | 76     | 37     | +39 |

### Statistiche delle giocatrici
| Giocatore     | Serie A  | Serie A | Serie A     | Serie A    | Coppa Italia | Coppa Italia | Coppa Italia | Coppa Italia | Totale   | Totale | Totale      | Totale     |
| Giocatore     | Presenze | Reti    | Ammonizioni | Espulsioni | Presenze     | Reti         | Ammonizioni  | Espulsioni   | Presenze | Reti   | Ammonizioni | Espulsioni |
| ------------- | -------- | ------- | ----------- | ---------- | ------------ | ------------ | ------------ | ------------ | -------- | ------ | ----------- | ---------- |
| N. Bissoli    | 16       | 0       | 0           | 0          | ?            | ?            | ?            | ?            | 16+      | 0+     | 0+          | 0+         |
| A. Bonassi    | 2        | -4      | 0           | 0          | ?            | ?            | ?            | ?            | 2+       | -4+    | 0+          | 0+         |
| P. Brumana    | 21       | 14      | 3           | 0          | ?            | ?            | ?            | ?            | 21+      | 14+    | 3+          | 0+         |
| E. Buiatti    | 2        | -0      | 0           | 0          | ?            | ?            | ?            | ?            | 2+       | 0+     | 0+          | 0+         |
| E. Camporese  | 22       | 16      | 3           | 0          | ?            | ?            | ?            | ?            | 22+      | 16+    | 3+          | 0+         |
| S. Di Filippo | 10       | 0       | 0           | 0          | ?            | ?            | ?            | ?            | 10+      | 0+     | 0+          | 0+         |
| S. Donà       | 14       | 0       | 0           | 0          | ?            | ?            | ?            | ?            | 14+      | 0+     | 0+          | 0+         |
| S. Gama       | 21       | 0       | 2           | 1          | ?            | ?            | ?            | ?            | 21+      | 0+     | 2+          | 1+         |
| C. Marcutti   | 18       | -26     | 0           | 0          | ?            | ?            | ?            | ?            | 18+      | -26+   | 0+          | 0+         |
| M. Martinelli | 18       | 0       | 0           | 0          | ?            | ?            | ?            | ?            | 18+      | 0+     | 0+          | 0+         |
| I. Mauro      | 21       | 12      | 1           | 0          | ?            | ?            | ?            | ?            | 21+      | 12+    | 1+          | 0+         |
| A. Milenkovič | 21       | 5       | 1           | 0          | ?            | ?            | ?            | ?            | 21+      | 5+     | 1+          | 0+         |
| C. Moretto    | 1        | 0       | 0           | 0          | ?            | ?            | ?            | ?            | 1+       | 0+     | 0+          | 0+         |
| F. Pividori   | 1        | 0       | 0           | 0          | ?            | ?            | ?            | ?            | 1+       | 0+     | 0+          | 0+         |
| M. Rodella    | 12       | 0       | 0           | 0          | ?            | ?            | ?            | ?            | 12+      | 0+     | 0+          | 0+         |
| G. Schiavo    | 5        | 0       | 0           | 0          | ?            | ?            | ?            | ?            | 5+       | 0+     | 0+          | 0+         |
| S. Sedonati   | 19       | 6       | 1           | 0          | ?            | ?            | ?            | ?            | 19+      | 6+     | 1+          | 0+         |
| E. Stabile    | 22       | 0       | 3           | 0          | ?            | ?            | ?            | ?            | 22+      | 0+     | 3+          | 0+         |
| L. Tommasella | 20       | 0       | 4           | 1          | ?            | ?            | ?            | ?            | 20+      | 0+     | 4+          | 1+         |
| L. Usenich    | 12       | 0       | 0           | 0          | ?            | ?            | ?            | ?            | 12+      | 0+     | 0+          | 0+         |
| T. Zorri      | 22       | 3       | 3           | 0          | ?            | ?            | ?            | ?            | 22+      | 3+     | 3+          | 0+         |
| M. Zuliani    | 2        | 0       | 0           | 0          | ?            | ?            | ?            | ?            | 2+       | 0+     | 0+          | 0+         |